# Зигфрид Кракауер
Зигфрид Кракауер (8. фебруар 1889 — 26. новембар 1966) био је немачки писац, социолог, новинар, културни критичар и филмски теоретичар. Био је повезиван са Франкфуртском школом.

## Биографија
Зигфрид Кракауер рођен је 8. фебруара у Франкфурту на Мајни, у јевреској породици. Студирао је архитектуру од 1907. до 1913; а после је радио у Берлину и Минхену до 1920. године. На крају Првог светског рата је упознао Теодора Адорна, који му постаје филозофски ментор.
Од 1922. до 1933. године, Кракауер је писао културне коментаре у листу Frankfurter Zeitung међу којима и филмске критике. Левичарски оријентисан, прво је накратко отишао у Париз, а онда је емигрирао у САД после доласка националсоцијализма и Хитлера на власт у Немачкој 1933. године.
Тамо се бавио теоријом масовних комуникација и пропаганде, социологијом, филмском историјом и естетиком. Од 1941. године је асистент кустосу у филмском архиву Музеја модерне уметности у Њујорку, са посебним задатком да истражује методе нацистичке филмске пропаганде. Био је противник капитализма, иако читајући дела Карла Маркса, био је противник тоталитаризма и совјетске власти и Јосифа Стаљина. Од 1943. до 1944. године написао је историју немачког филма са социјалног, економског и политичког гледишта From Caligari to Hitler.
Као члан бироа за примењена социјална истраживања на Универзитету Колумбија, написао је сателитски менталитет: пропаганда и нацистички ратни филм и велику теоријску књигу "Природа филма". 1960. године објавио је "Теорију филма".
Последњих година свог живота, радио је као социолог различитих института, међу њима и у Њујорку као директор истраживања примењених друштвених наука на Универзитету Колумбија. Преминуо је 1966. године у Њујорку од последица упала плућа.

### Филм
Као тинејџер, заступао је тезу о фотографичности као основи једне материјалне естетике, тврдећи да је филм генетски изданак фотографије и да зато мора да остане веран својој урођеној способности да бележи, открива видљиву или потенцијално видљиву физичку стварност.
Специфичност медијума огледа се у: а) филмском приказу објекта снимања, то јест у равнотежи између реалистичке и формативне тежње покретне фотографије, при чему друга не потчињава прву, него јој верно следује. Ово својство открива две функције: функцију регистрације и функцију откровења.
б) урођеним склоностима филма: нережираности, случајности, бескрајности, да се успостави континуум физичке стварности захватом и оних материјалних феномена који не улазе у оквир слике. Надређеност у виду недостатка структуре у природи и привидног одсуства смисла, све док се не успоставе психофизичке кореспонденције делова приказаног света и " протицања живота". Овако схваћен, филм искључује сиже, али то искључење у самом свом језгру дијалектички рађа потребу за историјом, донетом у растрзаним одломцима, без објашњења на основу идеолошког јединства, где се идеологија спира са материјалних предмета, омогућујући да их први пут сагледамо у њиховом аутентичном виду; ово чини прави кинематографски сиже.

## Награде и одликовања
Кракауер је постхумно одликован звездом на берлинском булевару звезда 2011. године.

## Дела
- Die Entwicklung der Schmiedekunst in Berlin, Potsdam und einigen Städten der Mark vom 17. Jahrhundert bis zum Beginn des 19. Jahrhunderts. Worms: Verlags- und Druckereigesellschaft, 1915.
- Soziologie als Wissenschaft. Eine erkenntnistheoretische Untersuchung, Sibyllen-Verlag: Dresden, 1922.
- Ginster., Berlin: S. Fischer, 1928.
- Die Angestellten. Aus dem neuesten Deutschland, Frankfurt a. M.: Frankfurter Societäts-Druckerei, 1930.
- Jacques Offenbach und das Paris seiner Zeit, Amsterdam: Allert de Lange, 1937.
- Propaganda and the Nazi War Film, New York: Museum of Modern Art Film Library, 1942.
- The Conquest of Europe on the Screen. The Nazi Newsreel 1939-1940, Washington D.C.: Library of Congress, 1943.
- From Caligari to Hitler. A Psychological History of the German Film, New York: Princeton University Press, 1947 / London: Denis Dobson Ltd, 1947.
- Attitudes Toward Various Communist Types in Hungary, Poland and Czechoslovakia, New York: Bureau of Applied Social Research, Columbia University o.J.
- Satellite Mentality. Political Attitudes and Propaganda Susceptibilities of Non-Communists in Hungary, Poland and Czechoslovakia. A Report of the Bureau of Applied Social Research, Columbia University. With a Foreword by Henry L. Roberts, Russian Institute/Columbia University, New York: Frederick A. Praeger Publishers, 1956.
- Theory of Film. The Redemption of Physical Reality, New York: Oxford University Press 1960.
  - Deutschsprachige Ausgabe unter dem Titel: Theorie des Films. Die Errettung der äußeren Wirklichkeit, Frankfurt a.M.: Suhrkamp 1964.
- Das Ornament der Masse. Essays, Frankfurt a.M.: Suhrkamp, 1963.
- Straßen in Berlin und anderswo, Frankfurt a.M.: Suhrkamp 1964.